# Carlo Servolini
Pour les articles homonymes, voir Servolini.
Carlo Servolini, né le 5 avril 1876 et mort le 12 septembre 1948, est un artiste italien de Livourne, en Toscane. Il travaille à l'huile, à l'aquarelle, à l'eau-forte et à la lithographie. Il est le père du graveur sur bois Luigi Servolini.

## Biographie
Carlo Servolini naît le 5 avril 1876 à Livourne. Il étudie à Florence à l'Académie des beaux-arts de Florence et à la Scuola Professionale di Arti Decorative e Industriali (aujourd'hui Liceo Artistico di Porta Romana (it) ), où il obtient son diplôme de professeur de dessin. Il reçoit l'aide et les conseils de Guglielmo Micheli, élève de Giovanni Fattori, mais ne devient pas un imitateur du style Macchiaiolo.

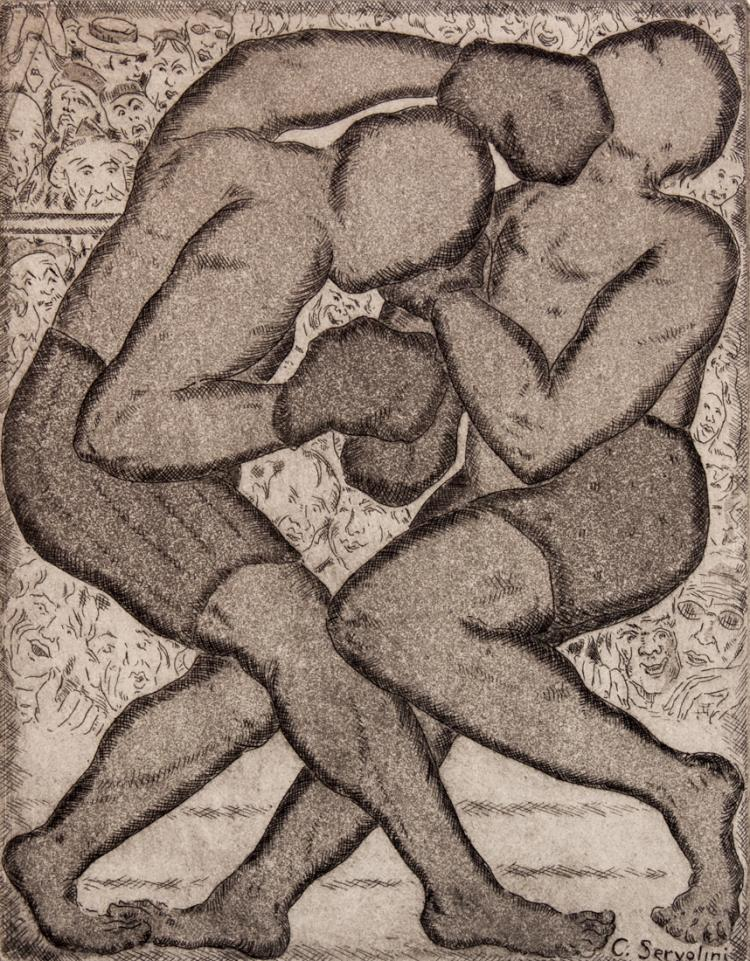
La boxe, eau-forte et aquatinte.

Il expose à la Biennale de Venise en 1936, 1940 et 1942, ainsi qu'en Argentine, en Allemagne, au Royaume-Uni et aux États-Unis.
Carlo Servolini meurt à Collesalvetti, dans la province de Livourne, le 12 septembre 1948. En 2006, la commune de Collesalvetti créé la Pinacoteca Comunale Carlo Servolini, une galerie publique qui abrite des œuvres de Servolini et de ses contemporains toscans, et organise également des expositions temporaires,.